# Moosehead Breweries

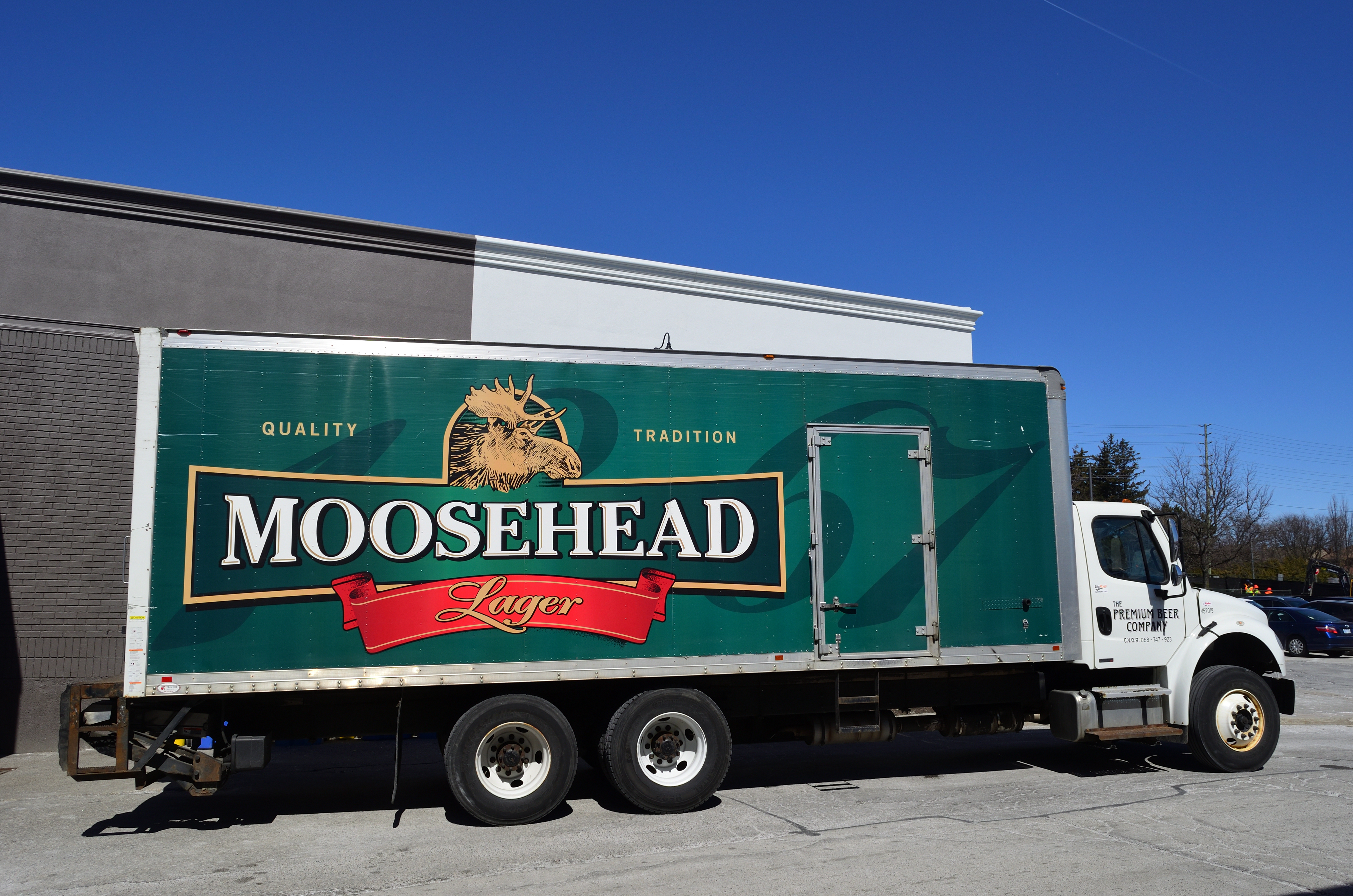
Un camion de la marque Moosehead Breweries Limited

La brasserie Moosehead Breweries Limited, située à Saint-Jean (Nouveau-Brunswick), est la plus vieille brasserie indépendante au Canada. La brasserie fut fondée en 1867 par Susannah Oland et est toujours dirigée par sa famille, maintenant la sixième génération. Les bières produites par Moosehead sont : Moosehead Lager, Moosehead Light, Alpine Lager, Alpine Light, Alpine Summit, Alpine Max, Moosehead Pale Ale, Clancy's Amber Ale, Moosehead Premium Dry and Moosehead Dry Ice, Ten-Penny Old Stock Ale, James Ready 5.5. et Cold Filtered Light par Moosehead. La marque a déjà reçu un grand nombre de récompenses internationales pour sa qualité par le prestigieux institut Monde Selection. Moosehead produit aussi, sous contrat, plusieurs bières internationales. Toutes les marques de Moosehead ont Fabriqué par Syndicat (anglais: 'Union Made') sur leurs étiquettes, et dans certains cas, sur la bouteille même. Les bières de Moosehead sont vendues partout au Canada, aux États-Unis et dans plusieurs autres pays du monde.

## Symbole national
Quoique la ville de Saint-Jean n'est pas exactement une ville acadienne et qu'on trouve les bières Moosehead ailleurs dans le monde, Moosehead mise massivement sur les nationalismes acadiens et maritimiens en général pour vendre notamment la Alpine par les slogans publicitaires "Ici on l'a" et "You gotta live here to get it" (Il faut vivre ici pour l'avoir). La brasserie subventionne généreusement les événements organisés autour du 15 août et de la saison touristique, à un tel point que la Alpine est de très près liée à la culture acadienne et à des musiciens acadiens comme Cayouche et les Méchants Maquereaux, qui ont même enregistré une chanson promotionnelle (Ici on l'a) en 2000.